# 이랜텍
주식회사 이랜텍(영어: Elentec)은 대한민국의 배터리 및 전자담배 제조 기업이다.
해외에 10개의 생산 기지를 운영하고 있으며 2023년 '중견기업인의 날' 기념식에서 국무총리표창을 받은 바 있다.

## 역사 및 현황
1982년 1월 21일에 대희전자공업이라는 사명으로 설립되었으며, 2000년 4월에 상호를 이랜텍으로 변경하였다.